# Contarinia lycii
Contarinia lycii är en tvåvingeart som beskrevs av Fedotova 1918. Contarinia lycii ingår i släktet Contarinia och familjen gallmyggor.
Artens utbredningsområde är Kazakstan. Inga underarter finns listade i Catalogue of Life.